# Épitaphe de la tombe de Basile II

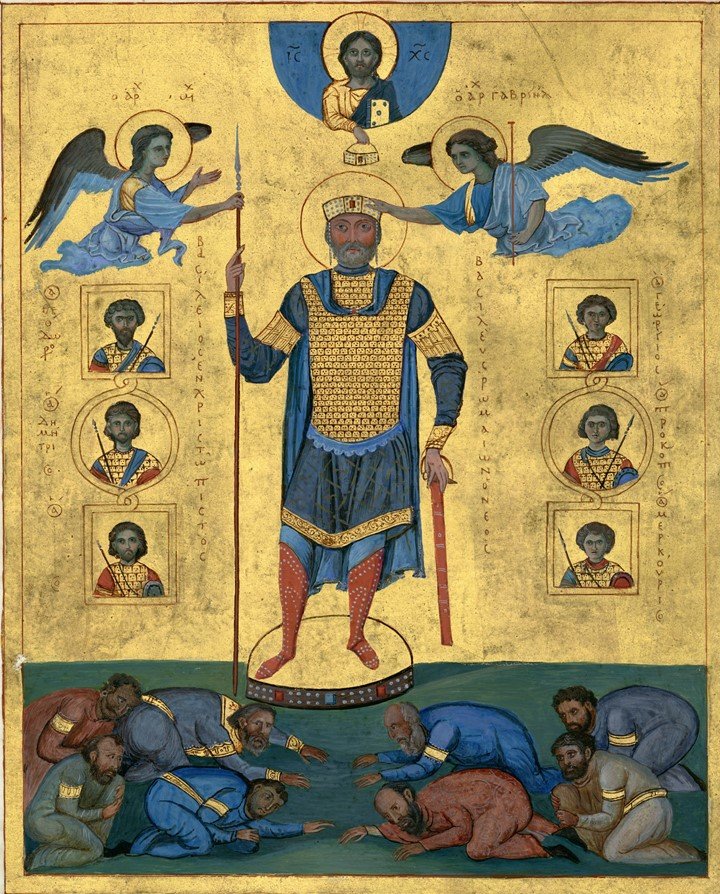
L'empereur Basile II reçoit la soumission de ses ennemis vaincus.

Le long règne de l'empereur byzantin Basile II (976-1025) voit une guerre continue à la fois à l'Est (contre les Arabes, les Ibères et les Arméniens) et à l'Ouest (contre les Bulgares). Véritable soldat-empereur, Basile mène lui-même la plupart de ces campagnes, ce que reflète son épitaphe. Son asservissement complet du Premier empire bulgare lui vaut l'épithète de "Bulgaroctone" (Tueur de Bulgares) par les générations suivantes.
Initialement, il doit être enterré dans le dernier sarcophage disponible dans la rotonde de Constantin Ier dans l'église des Saints-Apôtres à Constantinople. Cependant, Basile demande plus tard à son frère et successeur Constantin VIII d'être enterré dans l'église Saint-Jean le Théologien (c'est-à-dire l'évangéliste), à l'Hebdomon, une banlieue hors des murs de Constantinople qui sert traditionnellement de campement et de lieu consacré aux parades militaires.
L'épitaphe sur cette tombe célèbre les campagnes et les victoires de Basile avec un certain goût pour la grandiloquence byzantine ; ainsi, les Bulgares sont appelés Scythes, les forces arabo-musulmanes sont nommées, quant à elles, Ismaël, Arabes et Perses, un moyen pour lui de se rattacher à l'héritage de l'Empire romain. Le texte survit dans un certain nombre de variantes, sa paternité et sa datation ne sont pas claires. Il est attribué par un manuscrit du XIVe siècle à Michel Psellos.

## Texte et traduction
| 5 10 15 | στίχοι ἐπιτάφιοι εἰς τὸν τάφον κυροῦ Βασιλείου τοῦ Βουλγαροκτόνου καὶ βασιλέως. ἄλλοι μὲν ἄλλῃ τῶν πάλαι βασιλέων αὑτοῖς προαφώρισαν εἰς ταφὴν τόπους, ἐγὼ δὲ Βασίλειος, πορφύρας γόνος, ἵστημι τύμβον ἐν τόπῳ γῆς Ἑβδόμου καὶ σαββατίζω τῶν ἀμετρήτων πόνων οὓς ἐν μάχαις ἔστεργον, οὓς ἐκαρτέρουν· οὐ γάρ τις εἶδεν ἠρεμοῦν ἐμὸν δόρυ, ἀφ’ οὗ βασιλεὺς οὐρανῶν κέκληκέ με αὐτοκράτορα γῆς, μέγαν βασιλέα· ἀλλ’ ἀγρυπνῶν ἅπαντα τὸν ζωῆς χρόνον Ῥώμης τὰ τέκνα τῆς Νέας ἐρυόμην ὁτὲ στρατεύων ἀνδρικῶς πρὸς ἑσπέραν, ὁτὲ πρὸς αὐτοὺς τοὺς ὅρους τοὺς τῆς ἕω, ἱστῶν τρόπαια πανταχοῦ γῆς μυρία· καὶ μαρτυροῦσι τοῦτο Πέρσαι καὶ Σκύθαι, σὺν οἷς Ἀβασγός, Ἰσμαήλ, Ἄραψ, Ἴβηρ· καὶ νῦν ὁρῶν, ἄνθρωπε, τόνδε τὸν τάφον εὐχαῖς ἀμείβου τὰς ἐμὰς στρατηγίας. | Vers funéraires sur la tombe du seigneur (kyr) et empereur (basileus) Basile le tueur de Bulgares (Bulgaroctone). D'autres rois d'autrefois, ont ordonné pour eux d'autres lieux de sépulture, Mais moi, Basile, porphyrogénète, place mon tombeau sur le site de l'Hebdomon et je m'absente des labeurs sans fin que j'ai accepté dans les batailles, et que j'ai enduré. Car personne n'a vu ma lance au repos, depuis que le Roi des Cieux m'a appelé autokrator de la terre et grand empereur. Mais en restant vigilant tout au long de ma vie gardant les enfants de la Nouvelle Rome, j'ai marché courageusement vers l'Occident (Hesperia), et jusqu'aux frontières mêmes de l'Orient (Eos), décrochant d'innombrables trophées sur toute la terre. Les Perses et les Scythes (Bulgares) en témoignent, et avec eux l'Abasgien, Ismaël, l'Arabe, l'Ibère. Et maintenant, (homme), voyant ce tombeau récompense mes campagnes par des prières. |